# ILA 베를린 에어쇼

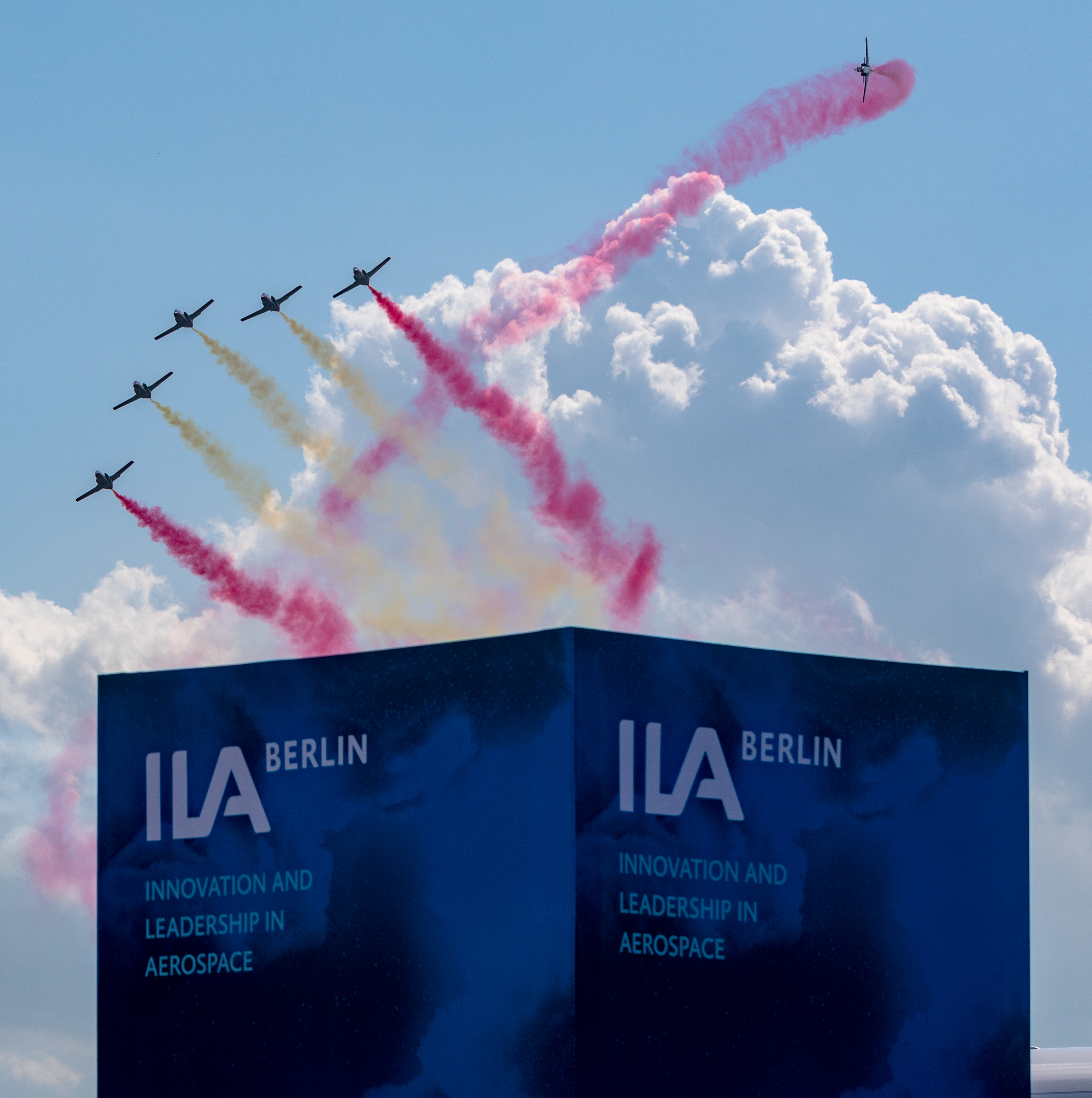

ILA 베를린 에어쇼(독일어: Internationale Luft- und Raumfahrtausstellung, ILA)는 항공우주 및 군수산업을 위한 주요 무역 전시회와 공개 에어쇼를 결합한다. 독일 베를린에서 남동쪽으로 18km 떨어진 브란덴부르크주 쇠네펠트에 있는 베를린 브란덴부르크 공항 옆에 신설된 베를린 엑스포센터 공항에서 짝수 해마다 개최된다. 가장 최근의 ILA 베를린 에어쇼는 2024년 6월에 개최되었다.
1909년에 설립된 이 에어쇼는 세계에서 가장 오래된 에어쇼이며 오늘날 가장 크고 중요한 항공우주 무역 박람회 중 하나이다. 주최측인 메세 베를린(Messe Berlin GmbH)에 따르면, 2012년 베를린 에어쇼에는 125,000명의 전문 방문객과 105,000명의 일반 대중이 참여했으며, 65개국에서 3,600명의 언론인도 참석했다.
포맷은 유럽 에어쇼 일정의 다른 주요 행사인 프랑스의 파리 에어쇼 및 영국의 판버러 국제 에어쇼와 유사하다. 베를린 행사는 일반 대중에게 공개되지 않는 이틀의 프로 데이로 시작되며, 금요일, 토요일, 일요일에는 일반인의 입장이 허용된다.
2022년 주요 전시 섹션에는 상업용 항공 운송, 우주, 군용 항공, 헬리콥터, UAV라고도 알려진 민간 및 군용 무인 항공기 시스템이 포함되었다.

## 목록
- ILA 2002
- ILA 2004
- ILA 2006
- ILA 2008
- ILA 2010
- ILA 2012
- ILA 2022